# Rasdorferberg
Das Naturschutzgebiet Rasdorferberg liegt im Wartburgkreis in Thüringen. Es erstreckt sich westlich der Kernstadt Geisa und östlich des Kernortes Rasdorf. In West-Ost-Richtung mitten durch das Gebiet hindurch verläuft die Landesstraße L 1026. Östlich fließt die Ulster, ein linker Nebenfluss der Werra, und verläuft die B 278. Am westlichen Rand verläuft die Landesgrenze zu Hessen und westlich die B 84.

## Bedeutung
Das 262,9 ha große Gebiet mit der NSG-Nr. 231 wurde im Jahr 1990 unter Naturschutz gestellt.